# .int
.int este un domeniu de internet de nivel superior, pentru organizații internaționale întemeiate prin tratat (GTLD).